# الراحة في الفراش
راحة في الفراش أو معالجة بالراحة هو علاج طبي يستلقي فيه المريض في الفراش معظم الوقت في محاولةٍ لعلاج مرض ما. وهو الاستلقاء الطوعي في الفراش كعلاج، وليس بسبب إعاقة صحية جسدية تمنع المريض من مغادرة الفراش. لا تزال هذه الممارسة تُستخدم، على الرغم من أن مراجعة منهجية أجريت في عام 1999 لم تجد أي فائدة في 17 حالة تم دراستها، وذلك يخالف ما تفرضه الأعراض

## الاستخدامات الطبية
ثبت أن الراحة في الفراش لفترة طويلة قد تكون علاجًا ضارًا يحتاج إلى تقييم أكثر دقة.

### المرأة الحامل
يُوصف الراحة في الفراش للنساء الحوامل اللاتي يعانين من الولادة المبكرة والنزف المهبلي واختلاطات عنق الرحم. بعد عام 2013 خُفف من وصفه، بسبب عدم وجود دليل على فائدته، مع وجود دليل على ضرر محتمل.
لا يوجد دليل واضح على تأثيره على خطر الولادة المبكرة، وبسبب الآثار الجانبية المحتملة لا يُنصح به كروتين. كما لا يُنصح به كروتين لدى النساء الحوامل المصابات بارتفاع ضغط الدم أو لمنع الإجهاض.

### ألم الظهر
تم التوصية سابقًا بالراحة في الفراش. ومع ذلك، فهي أقل فائدة من البقاء نشطًا. وكعلاج لآلام أسفل الظهر، لا ينبغي استخدام الراحة في الفراش لأكثر من 48 ساعة.